# ポケットモンスター (架空の生物)

鹿児島県・指宿市にあるイーブイがデザインされたマンホールの蓋「ポケふた」

ポケットモンスター、略してポケモンは、『ポケットモンスター』シリーズに登場する「架空の生物」の総称である。
日本語での正式名称は「ポケットモンスター」であるが、作中においても「ポケモン」という通称が一般的であり、欧米では「Pokémon」の名称が正式名称として扱われていることから、この記事では以後「ポケモン」の名称を用いて説明する。

## 来歴
1996年に発売されたゲームボーイ用のソフトである『ポケットモンスター 赤・緑』で最初の151種類が登場して以来、新作が発表されるたびにその総数は増加し、スカーレット・バイオレット時点で1025種類のポケモンの存在が確認されている
世界観上ではそれまで未発見だったポケモンが「新発見」されている。1996年に出版された公式ガイドブック『ポケットモンスター図鑑』には既に「ポケモンはすべての種類が見つかったわけではありません。今後も研究を重ね、新しいポケモンが見つかり次第増補版を出版していこうと考えています」と書かれており、『赤・緑』当時から全部で150種類しかいないとは明言されていない。
一度でもポケモンとしてメディアに登場した種族が、次作以降で「無かったこと」にされた例は現在までに一度もない。タイトルによってはすべての種族が登場しない場合もあるが、それは「その地方では見つからない」等の理由であり、世界に存在しないというわけではない。
メインのRPGシリーズにおいては、『ウルトラサン・ウルトラムーン』までは発売時点でのすべてのポケモンが必ずデータとして設定されていた。ただし、実際にすべて出現させるためには通信プレイが必要である。『ソード・シールド』以降は開発期間等の関係からその地方の図鑑に登録されているポケモン以外はデータとして設定されず、Pokémon HOMEからの転送も出来なくなった。
| 年   | タイトル                                 | 新たに追加されたポケモンの総数 | 累計ポケモン総数 |
| ---- | ---------------------------------------- | ------------------------------ | ---------------- |
| 1996 | 赤・緑                                   | 151                            | 151              |
| 1999 | 金・銀                                   | 100                            | 251              |
| 2002 | ルビー・サファイア                       | 135                            | 386              |
| 2006 | ダイヤモンド・パール                     | 107                            | 493              |
| 2010 | ブラック・ホワイト                       | 156                            | 649              |
| 2013 | X・Y                                     | 72                             | 721              |
| 2016 | サン・ムーン                             | 81                             | 802              |
| 2017 | ウルトラサン・ウルトラムーン             | 5                              | 807              |
| 2018 | Let's Go! ピカチュウ・Let's Go! イーブイ | 2                              | 809              |
| 2019 | ソード・シールド                         | 89                             | 898              |
| 2022 | LEGENDS アルセウス                       | 7                              | 905              |
| 2022 | スカーレット・バイオレット               | 120                            | 1025             |

## 概要
非常に種類が多く、それぞれが個性的な特徴を持ち、世界や相互との関係がある程度明確に設定されているポケモンという「架空の生物」はキャラクターとしても魅力的である。本来のゲームにおいてポケモンがコレクションの対象とされていることもあり、ポケモンを題材としたキャラクターグッズは非常に早い時期から存在している。
一般的な「キャラクター」と比較して珍しい点は、それぞれのポケモンの名前は固有のキャラクターの名称ではなく、「種族」の名称だということと、作中における「進化」等による変化が進化論に対立する思想を背景にしたある種の決定論である点である。例えばディズニーにおける「ミッキーマウス」は固有の性格を持ち、世界に1人しかいないという設定のキャラクターであるが、ポケモンにおける「ピカチュウ」はその世界に何十、何百万匹も存在し、性格や個性などもそれぞれ異なる。なお、ゲームではポケモンに固有の名前（ニックネーム）を付けることができ、アニメや漫画でもニックネームを付けられたポケモンが登場することがある。
「進化」のキャンセルは、ゲームの攻略本やアニメでも言及されている。ただし、一部の例外を除けば、進化の方向性は個体に依存せず定まっており、抵抗する明確な理由も無い。なお、進歩史観とは無関係である。
ポケモンたちは全て空想上の生物として描かれているが、大部分は現実に存在するものに由来して作られている。命名がその典型的な例であり、実在する動植物や概念であったり、英語を始めとする他の言語を捩ったりしたものが多い。サワムラー、エビワラー等、実在の人物をモデルにしていると思われるものも存在する。
ポケモンのデザインはゲームフリークに所属する複数のスタッフたちによって行われるが、具体的に誰がどのポケモンをデザインしたのかはインタビューなどで部分的に明かされるのみである。最終的にゲームソフトのパッケージや攻略本などで用いられる「公式イラスト」の中心人物は杉森建である。なお、杉森以外のデザイナーもカードゲーム等の派生作品では直接イラストを手がけることがある。
ポケモンというキャラクターについて明確に統一された公式設定のようなものはほとんどなく、異なるメディア間（例えばゲームやアニメ）はもとより、（スタッフなどが違う）同じメディア間の旧作と新作の間ですら、矛盾が見られる。
以下はポケモン図鑑をはじめとしたゲーム内の記述やアニメ、関連書籍などから読み取れる設定のうち、大部分の関連作品で統一されているものをまとめたものである。

## 定義
「ポケモン」と分類される「架空の生物」の定義については明らかではない。「ポケモン」という独自の分類体系が存在するのか、それとも複数の分類体系に渡って「ポケモン」という生き物が存在しているのかすら、資料によってまちまちである。
一般的にはモンスターボールへの収納に象徴される、自己を縮小させるという共通の能力を持った生物が「ポケモン」と呼ばれている。また、「ポケモン」はデータに変換することができ、前述のモンスターボールへの収納、ゲーム中のパソコンによる管理やアニメ中の転送などはこの能力により可能である。さらに、進化と呼ばれる変身を起こす個体が極めて多い点も特徴であり、『ダイヤモンド・パール』において、最新の研究ではポケモン全体の90パーセントが進化に関係すると語られている。
作品世界に登場する人間以外の生物がすべてポケモンというわけではない。ポケモンでない草や樹木が普通に生えていたりするなど、我々の世界と同じような動植物も描写されていたり、その存在について触れられていたりする。また、きのみやポケルス等、ポケモン以外の架空生物も存在する。
アニメなどでは、生態系を構成する動物の全てがポケモンであるかのような描写がある。なお、劇場版『アルセウス 超克の時空へ』において古代の人々はポケモンのことを「魔獣」と呼称しており、呼び方とその内容が時代とともに変化していった様子をうかがわせている。

## 特徴

### 高さ、重さ
ポケモン図鑑では、ポケモン1匹1匹に体長や体重が設定されており、0.1mしかないものから10mを超えるもの、数百グラムしかないものから1トン近くに及ぶものまで、その大きさは千差万別である。ゲーム中では一部の「わざ」に体重の数値が反映されることがある。『ポケモンGO』・『ポケットモンスター Let's Go! ピカチュウ・Let's Go! イーブイ』でサイズの概念が導入され、『Pokémon LEGENDS アルセウス』からはサイズの違いがグラフィックにも反映されるようになった。また、アニメや漫画においては様々な大きさや重さで描かれることが多い。

### わざ
ポケモンが戦闘や移動において使用する能力は「わざ（技）」として体系付けられている。原則として、戦闘においてポケモンが直接行う行動のすべては「わざ」である。相手に打撃や異常を与えるもの、自分を強化したり傷を癒したりするもの、双方あるいは空間全体に影響を与えるもの等、さまざまな「わざ」が存在している。4つまで覚えることができる。

#### Zワザ
『サン・ムーン』から、1回のバトルにつき1人1回しか使えない必殺技「Zワザ」が追加された。Zは「全力(Zenryoku)」の頭文字。
「Zクリスタル」と呼ばれるアイテムをポケモンに持たせ、Zクリスタルのタイプと同じタイプの技をそのポケモンが覚えていれば使用できる。なお、Zワザ発動中は、ポケモンが全身にオーラを纏い、表情も変わる。また、変化技の場合は一部の威力があがる。
- 例:ゲンガーの技「さいみんじゅつ」のZワザ版「Zさいみんじゅつ」は自分のすばやさも上がる。

一部のポケモンは専用Zワザを持っている。

### タイプとわざの相性
すべてのポケモンは「タイプ」と呼ばれる属性を1つか2つ持つ。タイプは基本的に種族によって固定されているが、生息地域によって変化する種も存在する（ミノマダム、オドリドリ、後述のリージョンフォーム）。カクレオンやロトムのように、「とくせい」、「フォルムチェンジ」、「テラスタル」等の効果によって一時的にタイプが変化することもある。また、カードゲームでは、「δ種（デルタしゅ）」と呼ばれる本来と異なるタイプを持つものの存在も確認されている。
「タイプ」はポケモンの使う「わざ」にも設定されており、使うわざのタイプと対象となるポケモンのタイプには相性がある。現時点で多くの作品において適用されているタイプ相性は以下の通りである。『赤・緑』では15タイプだったが、『金・銀』では「あく」と「はがね」が、『X・Y』では「フェアリー」が追加され、18タイプとなった。『S・V』ではテラスタル限定の「ステラ」が追加された。カードゲームをはじめとした関連作品では簡略化されることもあるが、全体としてこの相性表に近い雰囲気を持っている。
『ポケモンXD』におけるリライブホール、『ポケモン不思議のダンジョン』シリーズにおけるグミの好みなど、戦闘に関係のない部分でもこれらの相性が関わる場面がある。
左が攻撃側の「わざ」のタイプ、上が防御側のポケモンのタイプ。
|            |        | 攻撃を受けるポケモン |        |      |        |          |          |      |        |        |      |      |          |          |      |        |            |   |
| ノーマル   | ほのお | みず                 | でんき | くさ | こおり | エスパー | かくとう | どく | じめん | ひこう | むし | いわ | ゴースト | ドラゴン | あく | はがね | フェアリー |   |
| 攻撃わざ   |        |                      |        |      |        |          |          |      |        |        |      |      |          |          |      |        |            |   |
| ノーマル   | ○      | ○                    | ○      | ○    | ○      | ○        | ○        | ○    | ○      | ○      | ○    | ○    | △        | ×        | ○    | ○      | △          | ○ |
| ほのお     | ○      | △                    | △      | ○    | ◎      | ◎        | ○        | ○    | ○      | ○      | ○    | ◎    | △        | ○        | △    | ○      | ◎          | ○ |
| みず       | ○      | ◎                    | △      | ○    | △      | ○        | ○        | ○    | ○      | ◎      | ○    | ○    | ◎        | ○        | △    | ○      | ○          | ○ |
| でんき     | ○      | ○                    | ◎      | △    | △      | ○        | ○        | ○    | ○      | ×      | ◎    | ○    | ○        | ○        | △    | ○      | ○          | ○ |
| くさ       | ○      | △                    | ◎      | ○    | △      | ○        | ○        | ○    | △      | ◎      | △    | △    | ◎        | ○        | △    | ○      | △          | ○ |
| こおり     | ○      | △                    | △      | ○    | ◎      | △        | ○        | ○    | ○      | ◎      | ◎    | ○    | ○        | ○        | ◎    | ○      | △          | ○ |
| エスパー   | ○      | ○                    | ○      | ○    | ○      | ○        | △        | ◎    | ◎      | ○      | ○    | ○    | ○        | ○        | ○    | ×      | △          | ○ |
| かくとう   | ◎      | ○                    | ○      | ○    | ○      | ◎        | △        | ○    | △      | ○      | △    | △    | ◎        | ×        | ○    | ◎      | ◎          | △ |
| どく       | ○      | ○                    | ○      | ○    | ◎      | ○        | ○        | ○    | △      | △      | ○    | ○    | △        | △        | ○    | ○      | ×          | ◎ |
| じめん     | ○      | ◎                    | ○      | ◎    | △      | ○        | ○        | ○    | ◎      | ○      | ×    | △    | ◎        | ○        | ○    | ○      | ◎          | ○ |
| ひこう     | ○      | ○                    | ○      | △    | ◎      | ○        | ○        | ◎    | ○      | ○      | ○    | ◎    | △        | ○        | ○    | ○      | △          | ○ |
| むし       | ○      | △                    | ○      | ○    | ◎      | ○        | ◎        | △    | △      | ○      | △    | ○    | ○        | △        | ○    | ◎      | △          | △ |
| いわ       | ○      | ◎                    | ○      | ○    | ○      | ◎        | ○        | △    | ○      | △      | ◎    | ◎    | ○        | ○        | ○    | ○      | △          | ○ |
| ゴースト   | ×      | ○                    | ○      | ○    | ○      | ○        | ◎        | ○    | ○      | ○      | ○    | ○    | ○        | ◎        | ○    | △      | ○          | ○ |
| ドラゴン   | ○      | ○                    | ○      | ○    | ○      | ○        | ○        | ○    | ○      | ○      | ○    | ○    | ○        | ○        | ◎    | ○      | △          | × |
| あく       | ○      | ○                    | ○      | ○    | ○      | ○        | ◎        | △    | ○      | ○      | ○    | ○    | ○        | ◎        | ○    | △      | ○          | △ |
| はがね     | ○      | △                    | △      | △    | ○      | ◎        | ○        | ○    | ○      | ○      | ○    | ○    | ◎        | ○        | ○    | ○      | △          | ◎ |
| フェアリー | ○      | △                    | ○      | ○    | ○      | ○        | ○        | ◎    | △      | ○      | ○    | ○    | ○        | ○        | ◎    | ◎      | △          | ○ |

| ◎ | 効果バツグン |
| ○ | 効果普通     |
| △ | 効果今ひとつ |
| × | 効果がない   |

「×（効果はない）」となっているのは、ゲーム本編では能力などに関係なくダメージを与えることはできない（但し、補助技の使用によって変わることもある）が、すべての作品でそう設定されているわけではない。カードゲームでは「抵抗力」でダメージが一定量減るだけであるし、そもそも本編で無効のはずのタイプに抵抗力すら持たない（場合によっては弱点を持つ）こともある。
『サン・ムーン』以降のタイトルでは一度でも戦った相手には、技の相性が表示されるようになった。
アニメや漫画においては、「無効」とされる設定であっても技が効く場合や、ゲーム同様「無効」とされながらも、不利な相性をなんらかの要因で克服する描写もある。アニメ第5話で見られるようなタケシの繰り出すイワークやイシツブテをピカチュウの電気攻撃で倒すといった描写はその典型と言える。

### 進化
ポケモンという種族が持つ特徴のうち、印象的なものの一つが進化である。一定の条件を満たしたポケモンが何らかの刺激により、その姿形、時には性質をも瞬間的に変化させる。
ただしポケモンの進化は、同一個体内で起きる現象のため生物学上の進化の定義にはあてはまらず、生物学的には変態に相当する現象である。実際、「幼虫→さなぎ→成虫」という昆虫の変態を模した進化を遂げるポケモンも存在するが、種によっては「魚類→竜」「ネズミ→ウサギ」といったように、現実の生物に当てはめられないような変化を遂げる場合もある。野生では、進化後のポケモンの本来進化するレベルより低い個体で生息している場合もあるため、進化前のポケモンが進化後のポケモンの幼生である、というわけでもないようである。またイーブイの進化の場合、不安定な自身の遺伝子が外的要因を受けて変異し起こるという、生物学上の適応や突然変異に相当する現象であり、現実における進化に酷似した例も確認されている。
飼育下では一般的に戦闘経験の蓄積や道具の投与、あるいは主人との信頼関係や通信などの刺激、更には特殊な環境での成長などが契機となって進化する。人工的に自分のポケモンの進化を妨害する手法も広く採られている。野生の状態では飼育下では考えられない条件での進化が発生することもあるようだが、詳細は明らかになっていない。『金・銀』では「電波で進化させ凶暴化させる」研究をロケット団が行っており、普通のギャラドス以上に凶暴化したギャラドスが見られる。また、多くの場合は進化先は1種類のポケモンごとに1種類であるが、中には複数の進化先を持つポケモンも存在し、前述のイーブイでは発見されている限り8種類（2020年現在）の進化先がある。
進化をすると全体的に能力が上がり（種族によっては一部の能力が下がるものもいる）、使用可能なわざマシンやひでんマシンの数が増えるが、一方でわざを覚えるまでのレベルが高くなるというデメリットがある。種族によっては進化の前後で覚えるわざが異なるものや、進化することで新しいわざを全く覚えなくなるものもいる。能力値を優先して早めに進化させるのか、わざを優先して進化を遅らせるのかは各個人の考え方の分かれるところである。
ポケモンカードゲームや一部の漫画では一度進化したポケモンが元の姿に「退化」する描写が見られるが、これらは関連作品の中でも極めて異質な表現であり、基本的に進化は不可逆である。そのため、進化をめぐる葛藤が描かれる場面も多い。

#### メガシンカ
『X・Y』で初登場、これは進化とフォルムチェンジの中間のようなものであり、「メガストーン」という特殊なアイテムを所持しておりかつ戦闘中のみ一時的に進化が起きる現象となっている。メガシンカするには、そのポケモンに対応した専用のメガストーンと、ポケモントレーナーが所持する「メガリング」という装置（正確には装置に付けられた「キーストーン」。アニメ版での設定だったが、ゲーム版でもこれが採用され、『オメガルビー・アルファサファイア』ではメガリングに相当する道具にキーストーンが付いている設定（「メガバングル」など）になった。装置はZリングでも代用可能である）が必要であり、1人のトレーナーの所持するポケモンのうち1匹のみが可能であるという制約がある。
例外的にレックウザは専用のメガストーンが無く、代わりに専用技の「ガリョウテンセイ」を習得していることがメガシンカする条件となっている（Zクリスタルを持っているとメガシンカできない）。これは設定上では、レックウザの体内にメガストーンと同質のエネルギーを持つ隕石が蓄積されているため、メガストーンを保持するのと同様の状態になっているためとされる。『Let's Go! ピカチュウ・Let's Go! イーブイ』ではトレーナーの所持するポケモンのうちキーストーン数の制限がないものの、1度のバトルで1回しか使用できない点は他作品と同じ。
なお、ゲーム本編以外の派生作品では上記の条件を満たさない状態でメガシンカをする場合もあり、2013年の映画『神速のゲノセクト ミュウツー覚醒』ではメガミュウツーYへのメガシンカが描かれているが、同作中ではメガストーンに相当する物質・エネルギーおよびキーストーンを所持したトレーナーにあたる人物が確認できず、そのメカニズムも解明されていない。また、『ポケモン超不思議のダンジョン』では人間が直接登場しない設定ではあるが、ダンジョン内で特定の条件を満たすことによってメガシンカが可能となっている。
ポケモンの身体に過剰なエネルギーを注入されて発生する現象は決して自然なものではなく、特にポケモン図鑑では自身に苦痛を与えるほどの高温で爪や尾が溶けかけているヘルガーや顎が砕けてしまうオニゴーリ、メガシンカによるストレスのあまり凶暴化しているとされるギャラドスやプテラ等のようにポケモン自身に多大な負荷がかかっていることを示す記述が多く見られる。

#### ゲンシカイキ
『オメガルビー・アルファサファイア』にはゲンシカイキというものが登場した。グラードンとカイオーガの超古代ポケモン2種が行うことができる現象で「メガシンカとは似て非なる、太古に失われたもう一つの可能性」とされる。メガシンカが生体エネルギーの増幅で起こるのに対し、ゲンシカイキは膨大な量の自然のエネルギーを取り込むことで起きるもので、原理が異なる。
なお、メガシンカと異なるのはあくまで設定上のものであり、ゲーム中ではメガシンカと同様のシステムとして扱われ、エネルギーを制御する「べにいろのたま（グラードン）」および「あいいろのたま（カイオーガ）」がメガストーンの扱いとなっている。

#### キズナ現象
アニメ版『XY&Z』にてサトシのゲッコウガにのみ確認されている現象。サトシとのシンクロにより「サトシゲッコウガ」と呼ばれる形態に変化する。劇中ではアランのキーストーンと反応しており、メガシンカと同様にバトル中のみの変化であるが、メガシンカともまた異なる変化である。
ゲームでは『サン・ムーン』『ウルトラサン・ウルトラムーン』で登場。『サン・ムーン』の特別体験版に登場する特別なゲッコウガ個体が相手ポケモンを倒すことでアニメ同様に「サトシゲッコウガ」に変化する。

### 特殊能力
ポケモンごとに、わざ以外で戦闘などに影響を与える能力を持っている。カードゲームでは「特殊能力（ポケパワー・ポケボディー）」として体系付けられていた。後に「とくせい（特性）」として、『ルビー・サファイア』以降のゲーム本編でも表現されるようになった。
カードゲームでは特定のポケモンしか持っていなかったが（同じ種族でも持つものと持たないものがいる）、ゲーム本編では全ポケモンが何らかの「とくせい」を持っている。一部のポケモンは2種類の「とくせい」を持ち、同じポケモンでも個体ごとに「とくせい」が異なる。また、『ブラック・ホワイト』以降では一部のポケモンに「かくれとくせい(隠れ特性)」や「夢特性」と呼ばれる、通常の個体とは異なる「とくせい」が1種類追加されている。この特別な「とくせい」を持つポケモンは、普段のプレイには出現せず、他ソフトまたはインターネット経由、あるいは特殊なバトルで入手できる。また、イベントでのみ入手できるかくれとくせいを持つポケモンもいる。
特性次第では通常は効果がない技も当たるようになる。例えば「はかいこうせん」はノーマルタイプの技のため通常はゴーストタイプに効果がないが、特性「フェアリースキン」のメガサーナイトや夢特性ニンフィアは特性によって「はかいこうせん」がフェアリータイプ扱いになり効くようになる。また、特性「きもったま」のガルーラは本来ゴーストタイプに効果がないノーマル技を当てられる。このように特性は大抵バトルを有利にするものが多く、強みを特性に依存しているポケモンも少なからず存在する。

### リージョンフォーム
『サン・ムーン』以降では「リージョンフォーム」（「（地方名）のすがた」ともいう）という、通常とは異なる姿、およびタイプを持つポケモンが登場した。それぞれの地方の環境に適応するために独自の変化を遂げたものであり、姿だけでなく生態も異なっている。
進化前は通常の個体しかいないが、進化するとリージョンフォームとなるポケモンもいる。『ソード・シールド』以降では通常とは異なる進化系を持つポケモンや、通常のすがたでは進化しないが、該当リージョンフォームでは進化するというポケモンも現れた。
例外的にバスラオの「しろすじのすがた」は初登場した『Pokémon LEGENDS アルセウス』の図鑑説明でのみリージョンフォーム扱いされており、分類としては初登場時点でリージョンフォームではなく「しろすじのすがた」となっている。またケンタロスの「パルデアのすがた」は3つの姿が存在し、タイプがそれぞれに異なる。

### フォルムチェンジ
進化とは似て非なるものにフォルムチェンジがある。これは形質が何らかの要因で大きく変化するが、変化の要因が失われると元の姿に戻る、または新たな要因が加わると更に別の姿に変化するというもので、一時的な変化であり可逆の現象である。
作中において初めてこの現象が確認できたのはポワルンとデオキシスで、ポワルンは天候に応じて姿を変え、デオキシスはゲームでは特殊な隕石の力で、アニメでは常時任意で形質を一時的に変化させるというある種の変身であるが、ロトムは「機械の中に入れる」という自身の能力を使って行うものでロトム本体には変化がないなど、フォルムチェンジの種類ごとにそのメカニズムが異なっている。
『ブラック2・ホワイト2』以降、特定作品でしか登場しない、フォルムチェンジの派生として姿が一時的に変化する機能が存在する。

#### 吸収合体
『ブラック2・ホワイト2』ではフォルムチェンジの派生としてさらに異質な吸収合体が発見された。これは現在キュレム・ネクロズマ・バドレックスに確認されている現象で、キュレムの場合はレシラムもしくはゼクロムの動きを封じて球状（「ライトストーン」「ダークストーン」というアイテムとして存在する）にして自らの体に取り込み、異形の姿に変化する。ネクロズマの場合はソルガレオもしくはルナアーラを自らの体に取り込み（「ネクロプラスソル」「ネクロプラスルナ」というアイテムとして存在する）、異形の姿に変化する。
バドレックスの場合はブリザポスもしくはレイスポスに騎乗する（「キズナのタヅナ」というアイテムとして存在する）という形であり、キュレムやネクロズマのように一方的に吸収して利用するわけではなく、両者が互い協力しあうという他2体とはまた異なる合体である（ゲーム上のシステムとしては他2体と同じ）。
なお、これらの合体用のアイテムを使う際には対応するポケモンの合体を一度解除しないと再使用できないため、両方のフォルムを同時に所持、使用することはできない。
アニメ『XY&Z』ではプニちゃん（ジガルデ・コア）がジガルデ・セルを吸収、合体することで10％、50％フォルムにチェンジする。ただし、これは自身の身体の分体とも言うべきものを合体させているため、他のポケモンを取り込むというキュレムとは全く異なる吸収合体である。

#### ウルトラバースト
吸収合体後のネクロズマのみに見られる更なる変化。ソルガレオもしくはルナアーラを取り込んだ後にその膨大な光の力で光り輝くドラゴンへと変化する。
メガシンカ同様、戦闘中のみの変化で戦闘後は元の姿に戻る。また、この状態の時のみ専用Zワザ「天焦がす滅亡の光」を放てる。

#### ダイマックス
『ソード・シールド』で登場。メガシンカとZワザの中間のような物で、ガラル粒子の作用によりポケモンを大きく見せる現象。その状態だと能力が上昇し、使う技も「ダイマックスわざ」という強化された物になる。 
ダイマックスするには特定の場所（現状にはガラル地方で存在した「パワースポット」）でのみ発生できる。ポケモントレーナーが所持する「ダイマックスバンド」を介することで任意のタイミングで自分のポケモンがダイマックスを発動させることができるものの、対戦では短時間（ゲームでは3ターン）にしか使用できないという制約がある。なお、ダイマックスバンドを介してダイマックスする場合、一度ポケモンをモンスターボールに戻さなければならない。
一部のポケモンかつ特殊な個体は「キョダイマックス」というメガシンカのように姿まで変化し、専用Zワザ同様そのポケモンごとの専用技「キョダイマックスわざ」が発動可能になる。その代わり、該当個体はキョダイマックスわざとなるタイプのダイマックスわざの使用、および進化することができない。なお、ヨロイじまに生えているダイキノコを使用したダイスープ（ウーラオスはそれに加えてダイミツ）を飲むことで通常の個体もキョダイマックス個体への変化が可能になる。またその逆にキョダイマックス個体のポケモンを通常の個体に戻すことも可能。
（時間制限切れ、戦闘不能、捕獲など）何かの理由でガラル粒子の効果が切れた場合、姿も元に戻るようになっている。
ザシアン、ザマゼンタ、ムゲンダイナは通常のダイマックス・キョダイマックス化は不可能となっている。ただし、ムゲンダイナはガラル粒子の集束によってムゲンダイマックスとよばれる形態に変化する。
ちなみに、ダイマックスバンドはメガストーンとZクリスタルに対応していないので、メガシンカやZワザとの併用は不可能となる。

#### テラスタル
『スカーレット・バイオレット』で登場。メガシンカ・Zワザ・ダイマックスがいっしょくたになったようなもので、「テラスタルオーブ」というアイテムを使用することで、ポケモンを宝石のような姿にさせる現象。
テラスタル化した際は自分の体が宝石のようになり、タイプが「テラスタルタイプ（テラスタイプ）」に変化し、テラスタルタイプにあった宝石「テラスタルジュエル」を乗せている。基本で変化するタイプはタイプ1またはタイプ2だが、ポケモンによっては違うタイプになるものも存在する。テラスピースを集めることによってテラスタイプを変えることが可能となる。タイプが2つあるポケモンでもテラスタルすると1つになる。テラスタル中はテラスタルタイプと一致する技の威力は通常の1.5倍から2倍にアップする。テラスタル前のタイプとテラスタルタイプが一致しない場合でも、テラスタル前のタイプと一致する技であれば通常通り1.5倍となる。ポケモンのステータス値自体は一切変化しない。
戦闘中で使えるテラスタイプは一戦に付き一度のみ。効果はバトル終了かそのポケモンがひんしになるまで永続し、交代しても切れることはない。なお、「テラスタルオーブ」は一度使うとしばらく使えなくなるが、ポケモンセンターなどで即チャージしてもらえる。
なお、上記のダイマックスバンドと同様に、メガシンカやZワザなどとの併用は不可能となる。

### 分類
ポケモン達は様々な属性で分類されている。既述の「タイプ」、繁殖に影響する「タマゴグループ」、さらに「生息地」、「体の色」といった分類もある。詳細は下記やポケットモンスターのゲームシステム以降を参照。このような情報は、一部の例外を除いて多くの作品で共通している。

### 生息
この世界の至るところにポケモンは棲んでいる。森、草原、砂漠、水辺、地中、洞窟、廃墟、中には人家の周辺や、人の住めないマグマの中や深海を住処とする種族も存在する。

### 食性
大部分のポケモンは食事によって栄養を摂取している。他のポケモンやそのタマゴ、その他の動植物をはじめとする有機物を主食とする種族が多いが、鉱石などの無機物を摂食したり、あるいは光合成を行う等の摂食自体が不要と考えられているものもいる。さらにポケモン図鑑のピジョンの項目に「餌のタマタマ」、ヒマナッツの項目に「オニスズメに襲われる」、スバメの項目に「ケムッソを捕まえて食べる」などという記述が存在しており、ポケモン同士においても食物連鎖が存在すると考えられる。
「きのみ」類はあらゆるポケモンの傷病や疲労を癒す効果があり、これを原料とした人工飼料としてポロックやポフィンが作られている。そのほかの人工飼料として、サファリゾーンではポケモン共通の「エサ」が使用される。またアニメでは「ポケモンフーズ」と呼ばれるものが登場し、タケシがポケモンの種類に合わせた「ポケモンフーズ」の調合を研究している等の発言もされている。『ソード・シールド』ではポケモンキャンプにて人間と一緒にカレーを食べている。
『ポケモン不思議のダンジョン』シリーズでは、あらゆるポケモンが同じ速度で腹を減らし、食料も共通の植物性のものに限定されている（主にリンゴやタネやグミなど）が、これはコンピュータゲームとしての『不思議のダンジョン』シリーズ共通のシステムの都合によるところが大きい。この作品では世界観設定なども一般的なそれとはかけ離れている部分が多い。

### 繁殖
ポケモンの繁殖については明らかになっていない部分が多い。大部分の種族において雌雄の別が明らかになってはいるが、実際に生殖行動が確認された事例は過去に無いとされる。人工飼育下のつがいを特定の環境に置くと「タマゴ」（これは「卵」ではなく、自然物で作られた保育器のようなものである）が見つかり、やがて中から仔が産まれるのだが、そのつがいが産んだものなのか、他所から持ってきたものなのかすら明らかになっていない。よって、タマゴを得た際には「産卵」ではなく「発見」と称される。ただし生まれた仔はつがいの性質を引き継いでいることが多い。
外見上の性差が表れるポケモンは少なく、生殖器も（少なくとも外見上は）見受けられない。雌雄二形が見られる例はあり、ピカチュウの雌雄における尾の形状など微小な違いである場合が多いが、中にはヒポポタスやケンホロウなど明確な外見の差異が表れるもの、ニドラン♂とニドラン♀やバルビートとイルミーゼのように雌雄で性質が大きく異なるものもある。ラッキーやガルーラなどオスが未発見のポケモン、これとは逆にケンタロスやバルキーなどメスが未発見のポケモン、コイルやヤジロンのようにそもそも性別自体が不明なものも存在するなど、同種間での繁殖手段そのものが不明なポケモンもいる。
タマゴを得るためのつがいは必ずしも同種である必要はなく、「タマゴグループ」と呼ばれる分類が共通する種族同士ならば可能である。また、メタモンは大部分の種族と雌雄を問わずつがえることが確認されている。
性別の確認されていないポケモンも存在し、ゲーム中では「性別不明」で一括りにされているが、これは「雌雄同体である（ヒトデマンなど）」、「性別が存在しない」、「性別が存在するのか未解明、もしくは性別の確認方法がない」など様々な理由で雌雄に分けられないポケモンが混在している。この中でもメタモンとならつがえられてタマゴが発見されるポケモン、タマゴが一切発見されない繁殖方法の不明なポケモンに分けられる。なお、性別不明のポケモンに分類されていても実際には雌雄が存在すると見られる描写のされる作品もある。
またゲームでは、イベントで配信された特別な姿のポケモン（サトシのピカチュウなど）は、性別と通常の姿のタマゴグループを問わず、「タマゴが一切発見されない」のように内部プロテクトが存在するため、繁殖により無限に入手することはできなくなった。
タマゴグループが共通のポケモンは生物的に近い性質を持っていると考えられるが、『ミュウと波導の勇者 ルカリオ』の宣伝ポスターに掲載されたミュウを根とする系統樹では、このタマゴグループとは明らかに別の分類がされていた。

### 人間との関係
技術が発展していない時代においては、ポケモンは神や精霊などのように畏怖された存在であったと思われる記述、描写がゲーム本編やアニメ、漫画などでも見られる（伝説のポケモンの図鑑内容など）。
また、ゲームやアニメでは古代文明がポケモンと協調または力を利用する関係であったと見られる描写もある。文明が進んでいなかった時代では、むしろ人間がポケモンたちから知識や技術を得たという事例も存在している（作中では、コンクリートの製法をローブシンから教わったという記録などがある）。また、あくまで昔話であるが、さらに古い時代では人間とポケモンの区別が存在せず両者間での婚姻なども存在したという表現がある。
ゲームやアニメ、漫画版「ポケモンカードになったワケ」などでは人間に恋愛感情を抱くポケモンはいるが（アニメのコジロウのヒドイデ♀、「ポケモンカードになったワケ」のニドラン♀のランランなど）、ポケモンに恋愛感情を抱く人間は登場していない。
ポケモンはその高い戦闘能力ゆえ、一旦服従させれば人間にとって非常に有益な生物であり、自然と使役ポケモンが野生ポケモンに対抗する手段として用いられた。これが発展してポケモンの所有者同士がお互いのポケモンを戦わせる競技が誕生した。ゲームやアニメをはじめとする、作品としての「ポケットモンスター」ではこのような競技バトルが主なテーマとなっている。また更に発展し、ポケモンが犯罪に利用されたり、戦争やテロリズムにおける兵器として用いられたりすることもある。『X・Y』では3000年前のカロス地方でポケモンたちが兵士として駆り出される長期戦争が起きていたという話が登場し、それ以前からもアニメでも、劇場版8作目『ミュウと波導の勇者 ルカリオ』や12作目『アルセウス 超克の時空へ』にて、鎧や兜など防具を装備したポケモンが戦いに駆り出され、そのポケモンに武装した人間が跨って戦闘を行う場面が登場しているなど、戦争の歴史とともに古代から軍事目的で利用されていたことが確認できる。
これらの活動にはポケモンを捕獲し意のままに従わせる者たちの力が必須であり、これを「ポケモントレーナー」と呼ぶ。トレーナーとポケモンの関係は基本的には緩やかな支配、被支配の構造を内包しているが、『ウルトラサン・ウルトラムーン』のハウとパートナー御三家、アニメの主人公サトシとピカチュウのようにほぼ対等に近い関係も存在する。また、トレーナー、ポケモン間の支配、被支配の構造をことさら強調したのがロケット団などである。
なお、すべてのポケモントレーナーが戦闘を主眼としてポケモンの飼育、育成を行っているわけではなく、ペットとしてポケモンを飼育する者も多い。育成そのものを目的とした「ブリーダー」と呼ばれる者たちや、「コーディネーター」と呼ばれるポケモンコンテストを目的としたポケモン育成者も存在している。また地方によっては、「ライドポケモン」として移動能力に特化してポケモンを利用しているケースも存在する。例えば、『サン・ムーン』の舞台であるアローラ地方ではひでんわざによる移動は法律で禁止されているため、特定エリアの移動にはアローラ地方により用意されたライドポケモンを利用しなければいけない。一方、『スカーレット・バイオレット』の舞台であるパルデア地方では、地形の関係上じてんしゃのかわりにモトトカゲが地面の移動手段として使われることが多い。
作品を見る限りポケモンの人間社会における使役目的は戦闘目的が主だが、それ以外にも乳や卵を取るための家畜や優れた身体能力を生かした労働力としてポケモンを飼育したり、ポケモンの調査や研究を生業としたりする者もいる。また、ポケモンが食料として狩猟の対象とされていたことをにおわせる神話も伝わっている。現にカモネギは食用のための乱獲で数が減少しており、チェリンボは味が確認されていることから食べている人がいるとされている。また、オドシシやアブソルは角を薬や美術品として狩猟された過去があるという設定があり、実際の狩猟と同様に、食料以外のさまざまな物資を目的とした事例も存在している。ゲーム中の具体的な描写ではヤドンの尾は栄養にはならないものの食用になり、実際に「おいしいシッポ」と呼ばれるアイテムが存在するほかロケット団がこの尾を乱獲するエピソードが見られる。これらの活動においても人間とポケモンとの関係は支配、被支配の構造を持つことがうかがえるが、オーキド博士などその枠に収まりきらない者も存在している。
また、アニメにおいては、ポケモン世界の住人たちは肉や卵を食べず、木の実やホットケーキのようなパン類を食べているという設定も存在する（ただし、ホットドッグなど肉料理が登場することもある）。ただしその一方で登場人物がコイキングを食べようとして未遂に終わり、さらにコイキングは食用に向いていない旨が語られるシーンや、クラブは大きさによっては蟹鍋として食用にできることが言及されるシーンが存在する。その際にポケモンを食用とすることそのものにはいずれの登場人物も忌避反応を示していないため、文化的な食のタブーには特に該当するわけではないことがわかる。
この支配関係に対して疑問が提示されることも劇中にあり、中には人間から理不尽に扱われたポケモンが、人間とポケモンとの支配、被支配関係について自覚的、非自覚的問わず敏感になる場合もある。例えば、『ブラック・ホワイト』の登場人物であるN（エヌ）は幼少期から意図的に虐げられたポケモンを見せられてきたため、「人間にポケモンを使役することをやめさせ、ポケモンを解放し自由にすることが平和に繋がる」と信じて行動していた。また、『ミュウツーの逆襲』で描かれた人工ポケモンであるミュウツーの起こした行動は、人間がポケモンを統治するシステムそのものへの反逆へと通じる面を持っていた。
『ブラック2・ホワイト2』ではライバルの妹のチョロネコが主軸の一つとなっており、終盤で「ポケモンと人間はモンスターボールで結ばれていること」「ボールの持ち主の人間には逆らえない事」といったポケモンの真実に触れるイベントがある。
また、『ウルトラサン・ウルトラムーン』ではハウのパートナー御三家が主軸の一つになっていて、ハウとパートナー御三家の関係が強化され、勝利への考え方の違いが原因で一時はすれ違いながらも、それも解消されて、話が進むに連れて強い絆で結ばれるようになって行く。ハウとパートナー御三家の関係はパートナーで、親友や兄弟（アシマリはメスなので兄妹）のような関係であり、ハウのパートナー御三家はアニメのサトシのピカチュウのようにボールから出ていることが多い。また、ハウが成長し、勝つことへの執着心を持つようになり強くなれたのはパートナー御三家がきっかけであり、ライバルと御三家の関係も濃厚に描かれている。
ライバルと手持ちポケモン（特に御三家）の関係は、ジョウトのライバルとパートナー御三家、ホウエンのミツルとラルトス、イッシュのベルとムンナ、アローラのハウとパートナー御三家、ガラルのホップとウールー、パルデアのペパーとマフィティフなど、強い関係でエピソードも色濃く描写され、「特別な一匹」として描写されることが多い。尚、ホップとネモ以外の御三家を使用するライバルは、御三家が「最初の手持ち」「パートナー」「エース」のポジションである。また、『ブラック2・ホワイト2』のライバルは博士から御三家を貰っておらず、自分でタマゴから育てた個体をパートナーにしていて、「幼馴染ポケモン」のポジションにも就いている。

## 特別なポケモン
作品世界の中で、特別なポケモンとして扱われている種族が存在する。

### 最初にもらえるポケモン
主役ポケモンで、ゲームを始める上でプレイヤーに最初に与えられるポケモン。ピカチュウに固定されている『ピカチュウバージョン』『Let's Go! ピカチュウ』、イーブイに固定されている『Let's Go! イーブイ』を除き、くさ・ほのお・みずのタイプを持つ3体から1体選ぶことになる。いずれもレベルアップで2段階に進化し、通常の特性はくさタイプが「しんりょく」、ほのおタイプが「もうか」、みずタイプが「げきりゅう」と決まっており、教え技としてそれぞれ「くさのちかい」「ほのおのちかい」「みずのちかい」、最終進化系には究極技としてそれぞれ「ハードプラント」「ブラストバーン」「ハイドロカノン」を覚えさせることができる。また、ライバルキャラクターにあたるトレーナーも所持しており、名前変更可能なライバル(グリーン、シルバー、ジュン、ヒュウ）しかいない作品では主人公の入手したポケモンのタイプの弱点にあたるタイプのポケモンを所持している。これらのポケモンはアニメでは「○○地方の初心者用ポケモン」と呼称される場合が多い。ユーザーから俗に「御三家」と呼ばれることがある。
最初に貰えるポケモンは『赤・緑』と『ダイヤモンド・パール』以外、基本的に主人公とライバルしか所持しておらず、一般トレーナーの手持ちにいる事は無い。
『LEGENDS アルセウス』のようなわずかな例外を除き、ゲーム中ではこれらのポケモンが野生ポケモンとして登場しないため、自分が入手したもの以外は、他のプレイヤーとの通信交換あるいは配信イベントでしか入手できない。一部の作品では、他作品で最初に入手するポケモンをイベントなどで入手できるが、やはり3体中1体しか選べないことが多い。しかし、これらの性質はあくまで事実上そうなっている（主人公が偶然出会えない）だけであって、いかなるメディアでもこの部類のポケモンの野生個体がまったく存在しないと断言されたことはない（事実、アニメでサトシ一行がゲットするのは野生の個体である場合が多い）。これらのポケモンを初心者に渡すため、一定のレベル（ゲームではレベル5）まで育てる人物さえも登場している。
最初にもらえるポケモンの性別はイベント入手のポケモンである為、オス:メス＝7:1に固定されている。基本的にライバルが使用するポケモンの性別は♂だが、『XY』のサナ、『オメガルビー・アルファサファイア』のハルカのポケモン、『ウルトラサン・ウルトラムーン』のハウのアシマリは♀の個体である。
ポケモン側の主人公である為、漫画やアニメなどでは主要メンバーとして活躍することが多い。関連商品も多く発売される傾向にあり、一般からの認知度も比較的高い。
漫画版『ポケットモンスターSPECIAL』ではイエローを除く図鑑所有者がその地方の種類の違う最初のポケモンを1匹ずつ所持している（例外として、エックスとファイツは2匹所持している。尚、『ブラック2・ホワイト2』の女の子主人公がマフォクシーを持つのは、後世代のポケモンである為、実現不可能である）。本作は原作以上に所持制限が厳しくなっており、ジムリーダーや四天王などを含む一般トレーナーの手持ちにいる事は無く、原作で所持していても図鑑所有者と一部のサブキャラ（原作でのメインキャラ）以外はポケモンを没収されている。尚、原作のメインキャラであっても本作の独自要素による不都合で、最初のポケモンを与えられない事があり、12章のサナ、15章のホップは最初のポケモンを没収されている。また、最初はほぼ全て研究所出身であり、例外はラクツのフタチマル（国際警察出身）などである。野生で出現する事は無い。
原作『サン・ムーン』以降はポケモンは研究所出身では無く、博士からポケモンを貰わないパターンに移行したが、本作では『スカーレット・バイオレット』編を除き、図鑑所有者は博士からポケモンを貰っている。尚、原作『サン・ムーン』からは最初のポケモンをくれる大人（ククイ博士、ダンデ、クラベル校長）が主人公とライバルが選ばなかったポケモンを持つようになったが、本作では男女主人公二人が必ず最初のポケモンを持つ事と、原作ライバルが優先される為、彼らは本作では最初のポケモンを与えられない（特に博士）。
本作では14章（『サン・ムーン＆ウルトラサン・ウルトラムーン』編）までは、各世代の図鑑所有者（男主人公、女主人公、ライバル）の所持する最初のポケモンにはタイプのローテーションがあり、次世代（11章も含む）毎にくさ→ほのお→みずの順番でローテーションしていた。女の子主人公は男の子主人公のポケモンに不利なタイプのポケモンになり、ライバル（7章の『ダイヤモンド・パール』編まで）は有利なタイプのポケモンになっていた。尚、11章は『ブラック2・ホワイト2』編だが、従来のマイナーチェンジと異なり、2年後の物語を新規に描き下ろした続編であり、主人公もライバルも前作とは別人の新キャラである為、「10章（ブラック・ホワイト）』編の次の世代」とカウントされた為、ポケモンのローテーションに対応しており、例外的にイッシュは一つの地方で二回ローテーションが回っている。尚、15章の『ソード・シールド編』以降はポケモンのローテーションを廃止している。
最初のポケモンを図鑑所有者以外で所持しているキャラは、原作のメインキャラで実際に手持ちにしているキャラが基本だが、例外として15章では原作のNPCモブキャラクターである『じゅくがえりのマナブ』をモチーフにした、彼と同名の本作オリジナルキャラクターにメッソンを与えている（原作での手持ちはスボミーとヒメンカ）。また、性別は基本的に♂だが、女主人公のポケモンは♀の場合がある（サファイアのバシャーモ、プラチナのエンペルト、ホワイトのジャローダ、ファイツのポカブ）。図鑑所有者以外が最初のポケモンを貰う場合も、図鑑所有者と同様そのポケモンの扱いは別格であり、そのトレーナーの主力兼パートナーとして出番が多く、本作では最初のポケモンを貰ったキャラがそれ以外で印象的なポケモンを作らないように、そのポケモンは没収されるか、出番が激減している（ベルのムンナはブラックの手持ちに置き換えられている）。
最初のポケモンは図鑑所有者のパートナー兼主力として活用される運命であるが、イエローのみ図鑑所有者でありながら最初のポケモンを所持していない（ピカチュウ♀のチュチュが、彼女の最初のポケモンの代理ポジションである為）。
現時点で、図鑑所有者以外で最初のポケモンを正式な手持ちにしている原作ライバルは、イッシュ（10章、11章）はチェレン（ツタージャ→ジャノビー）とベル（ミジュマル）、ヒュウ（ツタージャ）、アローラ（14章）はハウ（アシマリ→オシャマリ→アシレーヌ）、パルデア（16章）はネモ（クワッス→ウェルカモ）の計5人。
また、原作ライバル以外はイッシュ（2年後）のバンジロウ（尚、原作では最初のポケモンを持っていない）はチャオブー、ガラルのマナブ（モブ流用キャラで、本作のオリジナルキャラ）はインテレオン、トレーナーでは無いがアララギ博士（父）もダイケンキを所持している。
個々のポケモンについてはCategory:最初に入手するポケモンの各記事を参照。

### 絶滅したポケモン
ポケモンの中には絶滅したポケモンも存在する。ラムパルドやトリデプス等のように化石から復元される太古のポケモンが一般的だが、設定上では超古代ポケモンであるカイオーガ、グラードンと、一部のパラドックスポケモンなども絶滅種とされる。他にもミカルゲ（このポケモンも道具から変化するポケモンである）のような封印されたポケモン、特別なポケモンや絶滅種ではないがラプラスのように人間に乱獲され、絶滅する恐れのあるポケモンの例もある。化石から純粋な姿で復活したポケモン（オムナイト・カブト・プテラ・リリーラ・アノプス・ズガイドス・タテトプス・プロトーガ・アーケン・チゴラス・アマルス）は全員共通していわタイプを持っている。一方、2種類の化石を組み合わせたことで不自然な姿で復活したポケモン（パッチラゴン・パッチルドン・ウオノラゴン・ウオチルドン）はいわタイプを持っていない。また、ゲノセクトも設定上はプラズマ団により化石から復活したポケモンではあるものの、復活と同時に改造を受けたためかいわタイプを持たない例外である。

### 人工のポケモン
ポケモンの中には、劇中世界の人間が創造したもの（人工生命体）も存在する。ポリゴンの系列のように電子工学によって生み出されたロボットやコンピュータに近いものから、ミュウツーやタイプ：ヌル（シルヴァディ）のような生物工学で生み出された有機的なポケモン、マギアナのようなオートマタ的な技術で生み出された機械的なポケモン、ゲノセクトのように化石から復元した存在にサイボーグ的な改造を施した部分的に人工的な要素を持つポケモンなどがある。
これらのポケモンは出生の境遇もあり、アニメなどメディア媒体では特別な存在として扱われることも多い。

### 伝説のポケモン
特定のバックストーリーを持ち、世界観上、ストーリー上重要な役割を果たしているポケモンは伝説のポケモンと呼ばれる。ゲームソフトのパッケージを飾ることや、劇場版の題材として取り上げられることも多い。総じて強力なポケモンであり、ゲーム本編ではそれぞれ1体ずつしか見られない場合がほとんどだが、設定上も「世界に1匹しか存在しない」と明言されているものは少ない。さらにその設定ですらも作品ごとにまちまちである。中には「神」と位置づけられるものもいるが、あくまでも神話の中での話でありポケモン図鑑では「○○地方の神話に登場するポケモン」などと説明されていることが多い。なお、『Pokémon GO』においては伝説のポケモンはいずれも明確に複数個体が存在する。このことは実際にレイドバトルとしてしばしば複数のジムに同時に出現することや、これに加えてフィールドリサーチによって実際に複数個体の捕獲が可能であることから確認できる。各チームリーダーに伝説のポケモンの能力を鑑定してもらう際に通常のポケモン同様に複数の個体が存在することを前提とした台詞（そのポケモンの種族としての相対的な大きさなど）を発することなどからもうかがえる。
ゲーム本編における出会い方は大きく3種類に分類される。特定の場所に佇んでおり話しかけると戦闘になるシンボルエンカウントタイプ、各地の草むらを徘徊し戦闘開始後はすぐに逃げ出すタイプ、ストーリーイベントを進めて仲間になるタイプがある。
なお、パッケージを飾る伝説のポケモン達をはじめ、一部の伝説のポケモンがステータスなどが他のポケモンよりやや高いため、ゲーム中における特定施設での対戦や（オンライン・オフライン問わず）公式大会等で使用の禁止・制限がかけられることがある。このような制限が設けられる伝説のポケモンを狭義の「特別なポケモン」として扱うことがある。だが、他のポケモンと比べて必ずしも特別強いというわけでもなく、レベルが近い若しくは高かったり、苦手なタイプに出くわすなどすれば、伝説のポケモンと言えど苦戦を強いられることもある。むしろ能力的に伝説のポケモンを上回るポケモンも存在する。
個々の伝説のポケモンについてはCategory:伝説のポケモンの各記事を参照。

### ウルトラビースト
『サン・ムーン』で登場したカテゴリ。「UB（Ultra Beast）」という略称でも呼ばれる。「ウルトラスペース」という劇中世界とは別の次元に生息するポケモン。
古くからアローラ地方ではウルトラスペース及びそこへの次元の穴である「ウルトラホール」と共に伝承されていた存在であり、ウルトラビーストの一種であるコスモッグを入手したエーテル財団によってその力を使い人為的にウルトラホールを開いてウルトラビーストを呼び寄せる計画が進められていた。タイプ：ヌル（創造当初はタイプ：フル）はそのエーテル財団によって、ウルトラビーストへ対抗するポケモン「BK（ビーストキラー：Beast Killer）」として生み出された経緯を持つ。
国際警察は「UB … 」というコードネームを付けているが、コスモッグおよびそれが進化した伝説のポケモンであるソルガレオ/ルナアーラや、ネクロズマは例外。

### パラドックスポケモン
『スカーレット・バイオレット』で登場したカテゴリ。タイムトラベルによって劇中世界とは別の時空（スカーレットは古代、バイオレットは未来）から出現したポケモン。
これらのポケモンは、現代のパルデア地方に出現するポケモンと似たような姿をしているが、同一地方の過去・未来の姿を取り扱う「LEGENDS アルセウス」のヒスイのすがたと異なり、劇中には全て別のポケモン扱いとなり（タイプも異なる）、ポケモン図鑑についても独立した番号を付けている。
古代のポケモンは特定の部位などが強調された外見となり現代種よりも大型で凶暴な性質、未来のポケモンは現代種が機械化されたような外見となり（「テツノ～」とつけられている」現代種よりも小型で冷酷な性質なのが特徴。なお、同作のパッケージを飾る伝説のポケモンコライドン・ミライドンもまたこのカテゴリに属する。
パルデア地方に伝わる冒険が記された奇書・スカーレットブック/バイオレットブックには、パルデアの大穴内部で目撃したこれらの存在を記した情報が記録されている他、オカルト雑誌「月刊オーカルチャー」にも、パラドックスポケモンの情報が記載された記事がある。
一方、とにかく目撃例が少なく情報が不足しているためポケモン図鑑の説明文はかなり乏しく「目撃情報や捕獲例はほとんどない」「生態は一切不明、データ不足」「古い探検記や怪しいオカルト雑誌に載っている生物や物体に似ている」といった空虚な記述ばかりとなっている。

### 幻のポケモン
伝説のポケモンよりもさらに特殊な扱いである幻のポケモンも存在する。
これらのポケモンはストーリー上では極めて特殊な存在として描かれ、それにまつわる物語が断片的に語られる程度であり、姿を確認することもほとんどできない。なお、劇場版などゲーム以外のメディアの公開に伴い存在が公表されるパターンが多くなっており、ゲーム本編の発売直後は存在が明らかにされていないことがほとんどである（中でも、アルセウス・ゲノセクト・ボルケニオンはゲームの発売から存在の公表まで実に3年近くを要した）。伝説のポケモンと同様、「世界で1匹だけの存在」であるどうかについて言及されたことは特に無く、アニメにおいては複数個体が存在する明確な描写がある。
旧作との互換性の関係上、通常のプレイでは入手することができず、入手しなくても図鑑が完成する伝説のポケモンもしばらくの間で幻のポケモン扱い場合もある（例えばルギアとホウオウは『ファイアレッド・リーフグリーン』から『ダイヤモンド・パール・プラチナ』の間で幻のポケモン扱い）。
中でも、『赤・緑』から存在するミュウが有名である。当初は雑誌の抽選でのみ配布されていたが、わずか20名の枠に対し7万8000通の応募があったという。それと前後しバグを使って強引に出現させる「裏技」が有名になり、当時の小中学生を中心に真偽入り乱れて飛び交っていた（→都市伝説）。一連の盛り上がりがポケットモンスター自体の知名度上昇に大きく貢献したと言っても過言ではない。
ゲームにおいても他のポケモンと厳密に区別され、通常のプレイでは入手することができず、（映画の前売券の特典や劇場での配布など）ゲーム外部の期間限定キャンペーンでの入手がほとんどのため、ポケモン図鑑を完成させるために幻のポケモンを登録する必要はない。ただし、近年の作品では、過去作品からの幻のポケモンに限り本篇内で直接入手可能か、特定作品のセーブデータと連動するだけで常時入手可能というケースも存在する。幻のポケモンの入手手段の特殊性から、特定対戦施設および大会・イベントにおける上記の特別な伝説のポケモンより厳しい使用制限を設けていることが多い（例れば公式の2VS2大会フォーマット「GSルール」では特別な伝説のポケモンが2匹まで使用可能に対して、幻のポケモンが1匹にも使用できない、など）。
『Pokémon GO』においては2022年11月現在ミュウ、セレビィ、ジラーチ、デオキシス、ダークライ、ビクティニ、メロエッタ、ゲノセクト、フーパ、ザルード、メルタンの11系統が実装されており。伝説のポケモン同様、各チームリーダーの鑑定では通常のポケモン同様に相対的な大きさについて言及されたが、幻のポケモンは通常のプレイでは1匹だけしか入手できず、フレンド交換およびジムの防衛として使用することができない。ただし、同作で先行登場した幻のポケモンメルタンとその進化形のメルメタルのみ、進化の仕様から例外として伝説でないポケモンと同じような扱いとなる（複数体の入手と、フレンド交換・ジムの防衛として使用することができる）。
個々の幻のポケモンについてはCategory:幻のポケモンの各記事を参照。

### 色違いのポケモン
一部の伝説・幻のポケモンを除き、およそ4000匹に1匹の確率で本来の体色とは異なる体色を持つ個体が発見される。
ゲームでは『金・銀』以降で取り入れられた要素であり、当時は登場時にキラキラと光を伴うエフェクトから光るポケモンとも呼ばれる。『サン・ムーン』では登場時に星が出るように変わった。『ソード・シールド』では登場時に光る菱形が回転するタイプも登場する。一部のシンボルエンカウント制作品には、シンボルから色違いであるか否かが判別できる（『Let's Go! ピカチュウ・Let's Go! イーブイ』『スカーレット・バイオレット』など）。
ゲームでは外見以外に特別な性質は持たない。なお、色違いの個体が進化しても色違いのままである。
ゲームシステムにおいては内部パラメータによって色違いであるか否かが判定され、本来ならば野生で出現したとき、またはタマゴから生まれた時に非常に低い確率でランダムに発生するのみであるが、『ダイヤモンド・パール』以降の作品には確率が上がる方法が存在する（アイテム「ひかるおまもり」を所持、異なる言語版で入手したポケモンを育て屋に預ける、など）。なお、確率に関係なく通常のプレイから直接入手できる色違いの個体が存在する。『金・銀・クリスタル』および『ハートゴールド・ソウルシルバー』の「いかりのみずうみ」に出現するギャラドスと、『ブラック2・ホワイト2』の「サンギタウン」で貰えるフカマルまたはミニリュウ、「自然保護区」に出現するオノノクス、『Pokémon GO』のフィールドリサーチ、ウィークリーボーナス達成時にもらえるポケモンがそれに該当する。
データ上は伝説のポケモン・幻のポケモンを含めた全てのポケモンに色違いの設定が存在するが、同作のストーリー内のキーポケモンとして取り上げられる伝説のポケモン（例れば、『ソード・シールド』のザシアン、ザマゼンタ、ムゲンダイナ）または幻のポケモンの場合、色違いになる条件を満たすときに条件を満たさないように内部パラメータを変えるプロテクトが存在するため、「色違いの個体を配布（入手）」と明言されるイベントでない限り必ず通常色の個体のみとなる。なお、通常プレイではNPCキャラクターから貰えるポケモン、およびゲーム外部キャンペーンで直接入手するポケモンの色違いか否かも固定されている。
アニメでも時々登場し、初登場はサトシがゲットしたバタフリーと共に旅立っていったピンク色のバタフリー。ゲットされた初めての色違いのポケモンはサトシのヨルノズクである。これはゲームと同様登場時に光るエフェクトがあったが、それ以降に登場する色違いのポケモンにはそのエフェクトがない。
ポケモンカードでは色違いのポケモンは特殊な能力や効果を持っており、カードは「色違いの〇〇」という表記ではなく「ひかる〇〇」と表記される。
なお、ここまでに述べた色違いとは別の意味で、個体ごとに色が異なるポケモンも存在し、トリトドンやブルンゲルなどがその代表例である。ブルンゲルやカバルドンなどはオスとメスで色が異なるので雌雄間の違いと言えるが、トリトドンやバスラオなどはオスとメスの違いとは別に複数の色パターンで分かれる。ほとんどの場合、色が違うと外見上の差異も伴う（例えばトリトドンは色が違うと頭部の形状が少し違う）。これらの色パターンを持つポケモンは、それぞれの色パターン全てにおいて色違いが存在するため、色パターンだけでもかなりの種類にのぼる。
他にも、『ポケモンスタジアム』等では通常のポケモンもニックネームで各個体ごとに色が微妙に異なっているのが確認できる。これも当然、一般的に言う「色違い」の扱いはされないし、近作ではそもそもこの設定はあまり生かされていない。

### 特別な姿のポケモン
一部のポケモンは、リージョンフォームとは別に、通常とは異なる姿を持つ個体（ほとんどの場合は帽子など特殊なコスチュームをまとったもの）が存在する。『Pokémon GO』ではこれらのポケモンが「イベントポケモン」と呼ばれる。
これらのポケモンは、基本的に該当ポケモンの通常個体とパラメータに違いはない（通常では覚えることのできない技を覚えていた場合もある）、ポケモン図鑑も該当ポケモンとして登録できるが、ほとんどの場合は進化できず・タマゴが一切発見されないという差異が存在する。
ゲームでは『ハートゴールド・ソウルシルバー』以降で取り入れられた要素であり、当時は『アルセウス 超克の時空へ』関連イベントで入手できたギザみみピチューが該当する。『オメガルビー・アルファサファイア』の「おきがえピカチュウ」のようなわずかな例外を除き、ほとんどの幻のポケモン同様期間限定のイベントまたはキャンペーンでしか入手できない。その特殊性から、これらのポケモンは基本的に他のシリーズ作品に転送できず、特定の対戦施設で使用できない。
なお、『Pokémon GO』でのみ登場したアーマードミュウツーを除き、現状では特別な姿の伝説ポケモンや幻のポケモンが存在しない。